# Bill Foster (allenatore di pallacanestro 1929)
William Edwin Foster, detto Bill (Ridley Park, 19 agosto 1929 – Chicago, 7 gennaio 2016), è stato un allenatore di pallacanestro e dirigente sportivo statunitense.